# 足球圣歌
足球圣歌，是希腊音乐家范吉利斯创作的一首乐曲，也是2002年韩日世界杯的官方主题曲之一。

## 简介
这首乐曲是2002年世界杯的主题曲之一（另两首为《Boom》和《Let's get together now》），也是其中唯一的纯音乐曲目，曲中融入了韩国和日本传统音乐的元素。在该届世界杯中，这首乐曲甚至取代了《国际足联公平竞赛曲》的地位，成为球员入场的音乐。韩日世界杯之后，该音乐由于被广泛使用，也被视为“体育节目的经典背景音乐之一”，甚至一些非体育节目也使用了这首曲子。
该曲最高登上了日本Oricon公信榜第5位的位置，并获得了日本唱片协会的金唱片认证。这首乐曲亦收录于《FEVER PITCH～2002 FIFA World Cup Official Album》专辑中。

## 曲目
1. Anthem - 2002 FIFA World Cup Official Anthem (Orchestra Version) [4:31]
  - 《足球圣歌》的交响乐版本，其中加入了人声合唱
2. Anthem - 2002 FIFA World Cup Official Anthem (Synthesizer Version) [3:30]
  - 《足球圣歌》的合成器版本

## 其它版本
现时《足球圣歌》最常见的有两个版本，即交响乐版本和芬兰音乐人JS16重新编曲的电音Remix版本。前者曲风传统、大气，而后者兼具了东方色彩和电子乐风格。JS16的混音版本在2002世界杯期间经常被媒体用作赛事集锦的背景音乐。
而日本音乐人石野卓球也制作了一个与前文叙述的两版不同的电音Remix版本，分为普通版和电台版，并被收录于《2002 FIFA World Cup Official Album~Songs of KOREA/JAPAN~》专辑中。该版本及前文提及的版本均为官方版本。